# ローマ教皇庁教皇儀典室
ローマ教皇庁教皇儀典室（ローマきょうこうちょう きょうこうぎてんしつ、英: Office for the Liturgical Celebrations of the Supreme Pontiff, 羅: Officium de Liturgicis Celebrationibus Summi Pontificis, 伊: Ufficio delle Celebrazioni Liturgiche del Sommo Pontefice）は、ローマ教皇によって行われる典礼や諸儀式を準備し、実施する責任を負うローマ教皇庁の機関である。5年の任期で任命された「儀典長」が率いる。

## 概要
教皇儀典室と顧問は、教皇が第2バチカン公会議後に制定された典礼上の修正についての彼の解釈を表現する際にそれを支持し勧める。教皇は、時には公会議後の改革を支援し、以前の慣行を復元し、さらに革新を導入した。2013年9月、教皇フランシスコは5人の新しい顧問を指名した際、公会議前の典礼慣行への復帰を促進する教皇ベネディクト16世によって任命された者をいずれも含めなかった。ベネディクト16世は列聖のために公会議以前の要素を儀式に戻したが、フランシスコはそれらを取り除き、さらに式を短縮した。

## 歴史
この機関は16世紀以来、聖座に存在しているが、その名称や意味、責任の範囲および組織は変更されている。現在の形式は1970年の第2バチカン公会議後、教皇パウロ6世によって確立された。主に公会議によって導入された一般的な典礼改革に関連していたため、教皇儀典室は以前よりも重要である。
1988年6月28日、教皇ヨハネ・パウロ2世は使徒憲章『パストール・ ボヌス』で教皇儀典室を改革し、新しい能力と任務を与えた。2019年1月19日、フランシスコはシスティーナ礼拝堂聖歌隊の責任を教皇公邸管理部からこの機関に移した。

## 儀典長

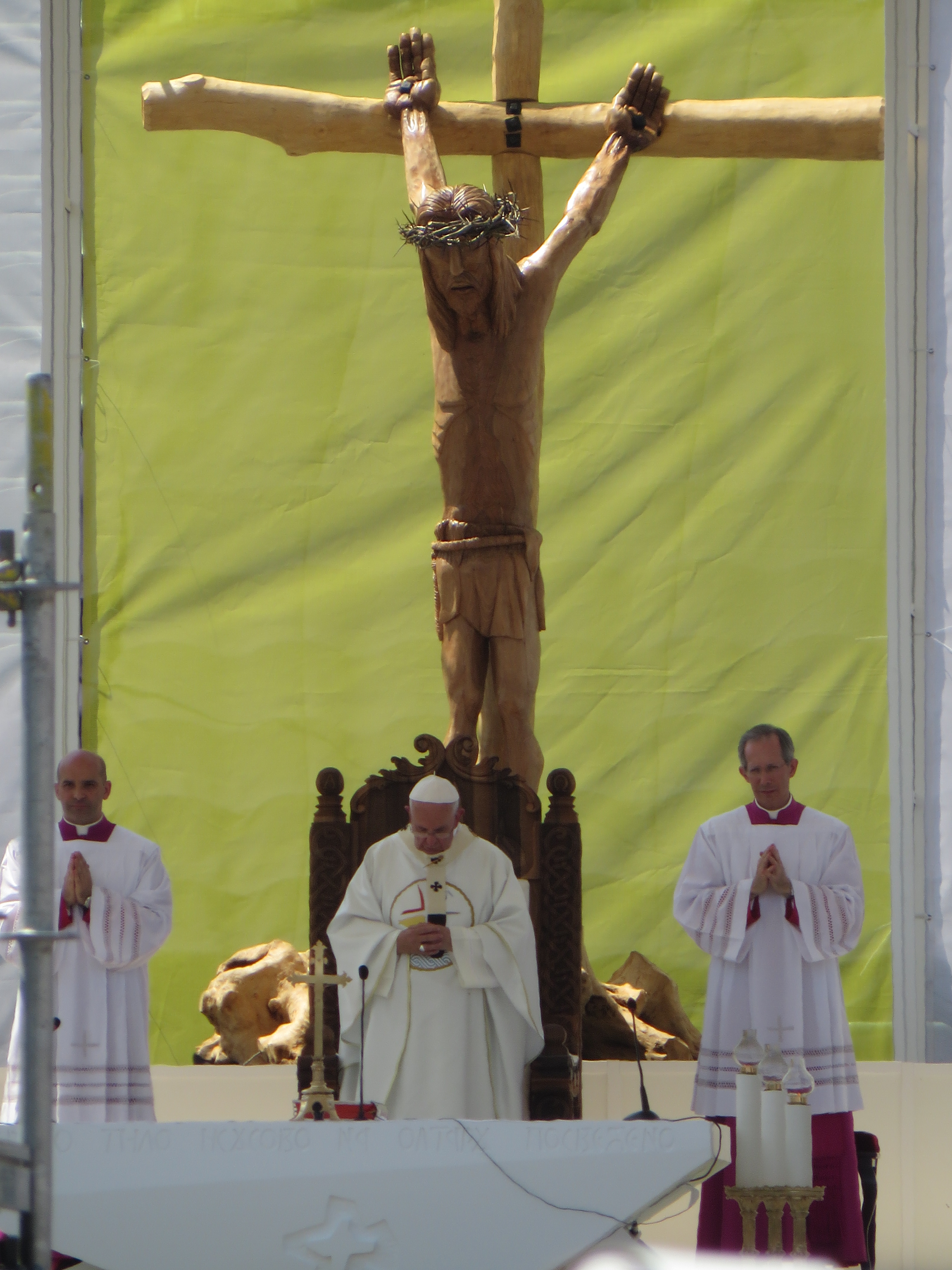
教皇フランシスコ・2015年サラエボ

- エンリコ・ダンテ（英語版）(1947年 – 1965年)
- アンニーバレ・ブグニーニ（英語版）(1968年 – 1970年1月9日)
- ヴィルジリオ・ノエ（英語版）(1970年1月9日 - 1982年3月6日)
- ジョン・マギー(司教)（英語版）(1982年3月6日 - 1987年2月17日)
- ピエロ・マリーニ（英語版）(1987年2月17日 - 2007年10月1日)
- グイド・マリーニ(2007年10月1日 - 2021年8月29日[6][7])
- ディエゴ・ジョヴァンニ・ラヴェッリ（英語版）(2021年10月11日[8] - )

儀典長の任務は、教皇の指示に従って行動し教皇の好みを壮麗に繋ぐことである。儀典長は、教皇の神聖な行事を補佐することに加えて、会議の間、枢機卿のローマの名義教会での着座、そしてミサや他の重要な宗教的礼拝の際など、さまざまな機会に枢機卿を補佐する。枢機卿が任命されると、儀典長は儀典室の1人を枢機卿に割り当てる。